# God Is Born
"Bóg się Rodzi" (tiếng Anh: "God Is Born", phát âm tiếng Ba Lan: [buk ɕɛ̃ rɔdʑi]) là một bài hát mừng Giáng sinh bằng tiếng Ba Lan: kolęda (tiếng Ba Lan: kolęda), với lời bài hát được viết bởi Franciszek Karpiński vào năm 1792. Giai điệu trang nghiêm của nó (nhà soạn nhạc chưa được rõ) theo truyền thống được biết đến là một cuộc đăng quang cho các vị vua Ba Lan có từ thời cai trị của Stefan Bigate vào thế kỷ 16. Ca khúc được một số người coi là bài thánh ca Giáng sinh quốc gia của Ba Lan, và trong một thời gian ngắn, nó cũng được coi là một bài quốc ca, ví dụ như nhà thơ Jan Lechoń. Nó cũng được gọi là "Một trong những bài hát mừng Giáng sinh được yêu thích nhất của Ba Lan".
Bài thánh ca đã được xuất bản lần đầu tiên trong một bản tổng hợp trong công trình của Karpiński có tên Pieśni nabożne (Songs of Piety) năm 1792. Cuốn sách được in bởi cửa hàng in ấn nhà sư Basilian ở Supraśl. Tuy nhiên, bài thánh ca đã được trình bày công khai vài năm trước, trong Vương cung thánh đường cũ ở Białystok, cũng như màn trình diễn trự c tiếp của Karpiński tại Cung điện Branicki ở Białystok từ các năm 1785 đến 1818. Màn trình diễn đầu tiên hiện được tưởng niệm bằng một tablet, nằm trên tường của nhà thờ. Tablet ghi: Trong nhà thờ này, lần đầu tiên, Bài hát về lòng đạo đức của Franciszek Karpiński đã được trình diễn. Tên gốc của thánh là Pieśń o Narodzeniu Pańskim (On God's Nativity hay Song of the birth of our Lord).

## Nội dung
Bài thánh ca bao gồm năm câu thơ, mỗi câu có tám dòng và mỗi dòng có tám âm tiết. Bài thánh ca có thể được mô tả như là một bài hùng biện, có thể nhìn thấy trong khi phân tích văn bản (Thiên Chúa được sinh ra, sức mạnh đang run rẩy: Chúa tể của thiên đường khoe khoang/phơi bày. Lửa ùn ùn/bốc cháy, ánh sáng/rực rỡ đang tối dần, cái vô hạn/ vô tận có giới hạn/ranh giới). Những hình ảnh lời nói oxymoronic rõ ràng này được sử dụng có chủ ý, để nhấn mạnh tầm quan trọng của phép lạ diễn ra. Lời bài hát thánh ca cũng được hỗ trợ bởi trích dẫn từ Phúc âm John (Word-Turned-F Meat để chứng minh Câu chuyện, sống giữa chúng ta, được sinh ra từ Thiên đường). Ngoài ra, Karpiński đã chèn một thông điệp yêu nước, vì câu thơ thứ năm bắt đầu bằng một lời kêu gọi với Hài nhi Giêsu (Hãy giơ tay lên bây giờ, Đứa trẻ vinh quang, ban phước cho quê hương của chúng ta bây giờ và mãi mãi).
"Bóg się Rodzi" là bài hát mà Giáo hoàng Gioan Phaolô II đã nói chuyện trong buổi trao đổi truyền thống về lời chúc Giáng sinh vào ngày 23 tháng 12 năm 1996 tại Thính phòng Paul VI. Đức Giáo hoàng đã trích dẫn những lời của bài thánh ca nói: "Nhà thơ đã trình bày sự mầu nhiệm của Nhập thể của Con Thiên Chúa, sử dụng sự tương phản để diễn tả điều cần thiết cho sự mầu nhiệm: giả sử bản chất con người, Thiên Chúa thì vô hạn đồng thời vẫn thừa nhận những hạn chế của một sinh vật ".
Bài thánh ca đã được thực hiện bởi một số nghệ sĩ nổi tiếng của Ba Lan, bao gồm Anna Maria Jopek, Violetta Villas, Michał Bajor, Krzysztof Krawchot và Eleni Tzoka. Nó được hát bởi các tù nhân Ba Lan của trại tập trung Auschwitz; một ghi chép của một tù nhân tên là Jozef Jedrych, được lưu giữ trong các bộ sưu tập của Bảo tàng Auschwitz, mô tả cách "tiếng hát của những bài hát mừng của Đức bắt đầu, và sau đó như những cơn sóng biển phát ra những từ mạnh mẽ [từ một bài ca dao Ba Lan] ‘Chúa sinh ra, sức mạnh run rẩy’."

### Trong văn hóa đại chúng
Một bản phối lại của bài hát này được giới thiệu trong đĩa mở rộng "Brave New World" của Civilization V. Đó là chủ đề của nền văn minh Ba Lan, được lãnh đạo bởi Casimir III.